# 豺狼座ν
豺狼座ν，又名CD-47 9922，HD 136351、SAO 225703、HR 5698，是豺狼座的一颗恒星，视星等为5，位于銀經327.34，銀緯7.67，其B1900.0坐标为赤經15h 15m 10.1s，赤緯-47° 7.67′ 49″。